# 권오현 (평론가)
권오현(權五賢, 1964년 ~ )은 대한민국의 문학평론가이다. 대표 저서로는 《문학에 대한 두 가지 단상》, 《1960년대 한국소설 연구》,《한국문학의 작가와 주제 그리고 문학사》 등이 있다.

## 학력
마산중앙고등학교, 계명대학교 국어국문학과 및 동대학원을 졸업(박사)하였다.

## 이력
1964년 3월 12일 서울 출생하였다. 1994년 사람의문학에 평론을 발표하면서 문단 활동을 시작했다. 계명대학교, 영남대학교, 대구대학교, 울산대학교, 대구한의대학교, 경운대학교, 울산과학대학, 계명문화대학에서 강의하였으며, 신라대학교 전임강사 및 초빙교수를 지냈다. 2009년 현재 대학에서 강의를 하면서 문학평론가로 활동 중이다. 계간 종합문예지 사람의 문학 편집위원, 한국작가회의 대구지회 부지회장, 한국민족예술인총연합 문학위원장, (사)대구사회연구소 교육연구부 책임연구위원을 맡고 있다.

## 저서
• 소설론 : 《1960년대 한국소설 연구》(문예미학사, 2000) ISBN 8988489047
• 평론집 : 《문학에 대한 두 가지 단상》(사람, 2000) ISBN 8988525124
• 평론집 : 《한국문학의 작가와 주제 그리고 문학사》(세종출판사, 2004) ISBN 8979437234